# Čaka di Bulgaria
Čaka di Bulgaria (in bulgaro Чака?; ... – 1300) fu sovrano di Bulgaria tra il 1299 e il 1300.

## Biografia
Čaka era il figlio del capo mongolo Nogai Khan e di una donna di nome Alaka. Nel 1285 sposò Elena, una figlia di Giorgio I di Bulgaria, imparentandosi così con la famiglia reale. Čaka sostenne il padre Nogai nella sua guerra contro Tokta, il legittimo khan del Khanato dell'Orda d'Oro. Nogai venne però sconfitto e ucciso, mentre il figlio fuggì in Bulgaria.
L'improvvisa invasione di Čaka e dei suoi seguaci intimidì lo zar Ivan II, che fuggì dalla capitale Tarnovo. Čaka approfittò del vuoto di potere e s'insediò come zar nel 1299, forte della pretesa acquisita tramite il matrimonio. Pare che egli non volesse limitarsi a regnare sulla sola Bulgaria, ma che intendesse utilizzarla come base per riconquistare l'Orda d'Oro (o quantomeno per ritagliarsi un proprio dominio, come era uso dei khan mongoli).
Čaka non durò comunque a lungo nella sua nuova posizione di potere: il khan Tokta era deciso a punirlo, così nel 1300 i Mongoli invasero la Bulgaria e assediarono Tarnovo. Il cognato di Čaka Teodoro Svetoslav, che era stato determinante nella sua presa di potere, organizzò così un complotto: per evitare che il paese venisse devastato dagli invasori, Čaka fu deposto e strangolato in carcere nello stesso anno, e la sua testa inviata a Tokta. Il khan allora installò Teodoro Svetoslav come nuovo imperatore di Bulgaria.
Con la morte di Čaka finirono le interferenze mongole in Bulgaria. Suo figlio Kara Küçük riuscì comunque a fuggire dalla furia di Tokta e si rifugiò a Vidin, i cui despoti semi-indipendenti (tra cui il futuro zar Michele Asen III) diedero asilo a lui e ai suoi seguaci per molti anni.
La legittimità di Čaka come zar bulgaro è stata a lungo messa in dubbio, data anche la sua fede musulmana che di fatto gli impediva di essere incoronato.

## Ascendenza
|                  |   |   | Genitori |  |  | Nonni |  |  | Bisnonni   |  |  | Trisnonni |  |
|                  |   |   |          |  |  |       |  |  | Teval Khan |  |  | Joci Khan |  |
|                  |   |   |          |  |  |       |  |  | Teval Khan |  |  | Joci Khan |  |
|                  |   | … |          |  |  |       |  |  | Teval Khan |  |  |           |  |
| Tatar Khan       |   |   |          |  |  |       |  |  | Teval Khan |  |  |           |  |
|                  |   | … | …        |  |  |       |  |  |            |  |  |           |  |
|                  |   | … | …        |  |  |       |  |  |            |  |  |           |  |
|                  |   | … | …        |  |  |       |  |  |            |  |  |           |  |
| Nogai Khan       |   | … |          |  |  |       |  |  |            |  |  |           |  |
|                  |   | … | …        |  |  |       |  |  |            |  |  |           |  |
|                  |   | … | …        |  |  |       |  |  |            |  |  |           |  |
|                  |   | … | …        |  |  |       |  |  |            |  |  |           |  |
| …                |   | … |          |  |  |       |  |  |            |  |  |           |  |
|                  |   | … | …        |  |  |       |  |  |            |  |  |           |  |
|                  |   | … | …        |  |  |       |  |  |            |  |  |           |  |
|                  |   | … | …        |  |  |       |  |  |            |  |  |           |  |
| Čaka di Bulgaria |   | … |          |  |  |       |  |  |            |  |  |           |  |
|                  | … | … |          |  |  |       |  |  |            |  |  |           |  |
|                  | … | … |          |  |  |       |  |  |            |  |  |           |  |
|                  | … | … |          |  |  |       |  |  |            |  |  |           |  |
| …                | … |   |          |  |  |       |  |  |            |  |  |           |  |
|                  |   | … | …        |  |  |       |  |  |            |  |  |           |  |
|                  |   | … | …        |  |  |       |  |  |            |  |  |           |  |
|                  |   | … | …        |  |  |       |  |  |            |  |  |           |  |
| Alaka            |   | … |          |  |  |       |  |  |            |  |  |           |  |
|                  |   | … | …        |  |  |       |  |  |            |  |  |           |  |
|                  |   | … | …        |  |  |       |  |  |            |  |  |           |  |
|                  |   | … | …        |  |  |       |  |  |            |  |  |           |  |
| …                |   | … |          |  |  |       |  |  |            |  |  |           |  |
|                  |   | … | …        |  |  |       |  |  |            |  |  |           |  |
|                  |   | … | …        |  |  |       |  |  |            |  |  |           |  |
|                  |   | … | …        |  |  |       |  |  |            |  |  |           |  |
|                  |   | … |          |  |  |       |  |  |            |  |  |           |  |